# Disclaimer (musikalbum)
Disclaimer är post-grungebandet Seethers andra studioalbum och släpptes 2002. 
Låtarna "Fine Again," "Driven Under," och "Gasoline" släpptes som singlar. 

## Låtlista
1. "Gasoline" – 2:49
2. "69 Tea" – 3:31
3. "Fine Again" – 4:04
4. "Needles" – 3:26
5. "Driven Under" – 4:34
6. "Pride" – 4:07
7. "Sympathetic" – 4:07
8. "Your Bore" – 3:53
9. "Fade Away" – 3:53
10. "Pig" – 3:22
11. "Fuck It" – 2:58
12. "Broken" – 4:17

## Medverkande
- Shaun Morgan - gitarr, sång
- Dale Stewart - elbas, bakgrundssång
- Josh Freese - trummor